# Chisocheton granatum
Chisocheton granatum är en tvåhjärtbladig växtart som beskrevs av D.J. Mabberley. Chisocheton granatum ingår i släktet Chisocheton och familjen Meliaceae. Inga underarter finns listade i Catalogue of Life.